# Papiros Bodmer

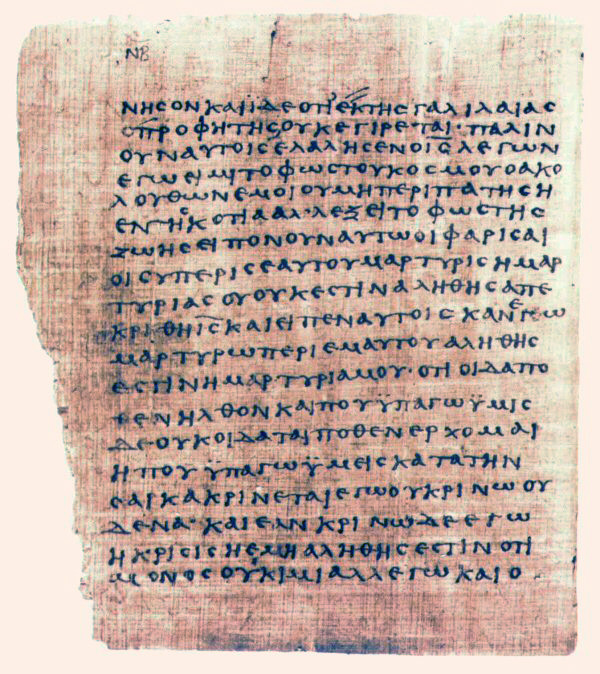
Papiro 66 de los Papiros Bodmer.

Los Papiros Bodmer son un grupo de 22 papiros descubiertos en Egipto en 1952. Fueron llamados así después de que el bibliólogo suizo Martin Bodmer (1899-1971) los comprara en Suiza. Los papiros contienen segmentos del Antiguo y el Nuevo Testamento, literatura del cristianismo primitivo y textos de Homero y Menandro. El más antiguo, el Papiro 66 ({\displaystyle {\mathfrak {P}}}66), se data hacia el año 200. Los papiros se conservan en la Biblioteca Bodmeriana, en Cologny (Suiza), en las afueras de Ginebra.
En 2007, el empresario estadounidense Frank J. Hanna III compró los Papiros XIV y XV (Papiro 75 o {\displaystyle {\mathfrak {P}}}75) y los donó a la Biblioteca Vaticana, donde se conservan actualmente.

## Historia
Los Papiros Bodmer fueron encontrados en 1952 en la antigua sede de la orden monástica de Pacomio, situada en Pabau, cerca de la ciudad de Dishna, en la margen derecha del río Nilo, unos 620 km al sur de El Cairo (Egipto). El lugar del descubrimiento está a 27 km al este de Nag Hammadi (en la margen izquierda del río), en donde algunos años antes se habían encontrado los Manuscritos de Nag Hammadi. Los manuscritos de Bodmer estaban reunidos, encubiertos por un chipriota, Phokio Tano (de El Cairo), luego pasaron de contrabando a Suiza, donde fueron comprados por Martin Bodmer (1899-1971). La serie de papiros Bodmer comenzó a ser publicada en 1954, dando transcripciones de los textos con nota e introducción en francés y una traducción en francés. Los Papiros Bodmer, ahora conservados en la Biblioteca Bodmeriana, en Cologny, no son una acumulación de gnosticismo, como los Manuscritos de Nag Hammadi, que presentan tanto algunos textos cristianos como algunos paganos, partes de unos 35 libros en total, en idioma copto y griego. Incluyendo fragmentos de correspondencia, el número de textos individuales presentados asciende a 50. La mayoría están en forma de códice, unos cuantos en rollos y tres están escritos en pergamino.
Entre los Papiros Bodmer aparecen los libros V y VI de la Ilíada de Homero, tres comedias de Menandro (Dyoscolos, Samía y Aspis), y los siguientes textos evangélicos: el Papiro 66 ({\displaystyle {\mathfrak {P}}}66) es un texto del Evangelio de Juan, data alrededor del año 200 e. c. en el manuscrito tradicional llamado “tipo textual alejandrino”. Después del fragmento Papiro Rylands ({\displaystyle {\mathfrak {P}}}52), este es el testimono más antiguo de Juan; omite el pasaje sobre el movimiento de las aguas (Juan 5:3 b-4) y el pasaje de la mujer sorprendida en adulterio (Juan 7:53-8:11). El Papiro 72 ({\displaystyle {\mathfrak {P}}}72) es la copia más antigua conocida de la Epístola de Judas, y de las Epístolas 1 y 2 de Pedro. El Papiro 75 ({\displaystyle {\mathfrak {P}}}75) es un códice que contiene la mayor parte de los Evangelios de Lucas y Juan. La comparación de las dos versiones de Juan en los Papiros Bodmer con los Papiros Chester Beatty (del siglo III) convencieron a Floid V. Filson de que «en el siglo III no existió texto uniforme de los evangelios en Egipto».
También existen los textos que se convertirían en los textos que en el siglo IV fueron declarados «apócrifos, como el Evangelio de la infancia, de Santiago. Existe un lexicón griego-latino para algunas cartas de Pablo y hay fragmentos de Melitón de Sardes.
La colección incluye algunos materiales no literarios, como una colección de cartas de los abades del monasterio de san Pacomio, la unificación en la colección plantea la posibilidad de que todos eran parte de una biblioteca monástica.
Finalmente el Papiro 74 ({\displaystyle {\mathfrak {P}}}74), que contiene los Hechos de los apóstoles y las epístolas católicas, se remonta al siglo VI o VII.

## Traslado de algunos papiros a la Biblioteca Vaticana
En octubre de 2006 la Fundación Bodmer decidió vender dos de los manuscritos para capitalizar su biblioteca, que había abierto sus puertas en 2003, lo cual generó consternación entre los eruditos de todo el mundo, pues esto significaría que la unidad de la colección se rompería.[cita requerida]
Los papiros Bodmer XIV-XV ({\displaystyle {\mathfrak {P}}}75) —que contienen los fragmentos escritos más antiguos del Evangelio de Lucas, el Padre nuestro más antiguo conocido y uno de los fragmentos escritos más antiguos del Evangelio de Juan— fueron vendidos al empresario estadounidense Frank J. Hanna (de la ciudad de Atlanta (estado de Georgia), por un precio «significativo» no revelado. En enero de 2007, Frank Hanna presentó los papiros al papa Benedicto XVI (como regalo al Vaticano). Estos se conservan actualmente en la Biblioteca Vaticana, en calidad de préstamo permanente. En 2014 el papiro fue expuesto al público en el brazo de Carlomagno de la Plaza de San Pedro.

## Manuscritos relacionados con la Biblia

### En griego
- Papiro Bodmer II ({\displaystyle {\mathfrak {P}}}66)
- Bodmer V (siglo IV): Nacimiento de María, Revelación de Santiago
- Papiro Bodmer VII-IX ({\displaystyle {\mathfrak {P}}}72): Epístola de Judas, Epístola 1 de Pedro, Epístola 2 de Pedro, Salmos 33-34
- Bodmer X (siglo IV): Epístola de los Corintios a Pablo y Tercera epístola de Pablo a los corintios
- Bodmer XI (siglo IV): Primer himno de Salomón
- Papiro Bodmer XIV-XV ({\displaystyle {\mathfrak {P}}}75)
- Papiro Bodmer XVII ({\displaystyle {\mathfrak {P}}}74)
- Bodmer XXIV (siglo III o IV): Libro de los salmos 17:46-117:44
- Bodmer XLVI: Libro de Daniel 1:1-20
- Papiro Bodmer L (siglo VII): Evangelio de Mateo 25-26

### En copto
- Bodmer III (siglo IV): Evangelio de Juan 1:1-21:25; Génesis 1:1-4:2; escrito en el dialecto bohaírico del copto
- Bodmer VI (siglo IV o V): Proverbios 1:1-21:4; escrito en el dialecto paleo-Tebas (dialecto P)
- Bodmer XVI (siglo IV): Éxodo 1:1-15:21
- Bodmer XVIII (siglo IV): Deuteronomio 1:1-10:7
- Bodmer XIX (siglo IV o V): Evangelio de Mateo 14:28-28:20; Epístola de Pablo a los romanos 1:1-2:3; escrito en el dialecto sahídico del copto
- Bodmer XXI (siglo IV): Libro de Josué 6:16-25; 7:6-11:23; 22:1-2; 22:19-23:7; 23:15-24:2
- Bodmer XXII (Códice Mississippi II) (siglo IV o V): Libro de Jeremías 40:3-52:34; Libro de las lamentaciones; Epístola de Jeremías; Libro de Baruk;
- Bodmer XXIII (siglo IV): Libro de Isaías 47:1-66:24
- Bodmer XL: Cantar de los Cantares
- Bodmer XLI: Hechos de Pablo; escrito en el dialecto sub-achmímico del copto
- Bodmer XLII: Segunda epístola de Pablo a Corintios; escrito en un dialecto desconocido del idioma copto
- Bodmer XLIV: Libro de Daniel; escrito en el dialecto bohaírico del copto